# Egospotami (fiume)
L'Egospotami (in greco antico, Αἰγὸς ποταμοί, in italiano "Fiumi della capra"), in seguito chiamato Karakova in turco e oggi Cumali è un piccolo fiume a regime torrentizio situato nella Penisola di Gallipoli, anticamente chiamata Chersoneso tracico e che sbocca nello stretto dei Dardanelli, anticamente chiamato Ellesponto. 
Nei pressi del fiume sorgeva la città di Cissa, la città chiamata anche Kissa o Kressa fu fondata nel IV secolo a.C., molto presto fu ridenominata col nome del fiume, Aigospotamoi: la città non esiste più, sul luogo dove si ritiene sorgesse oggi c'è il villaggio di Cumalýköy.

## Eventi storici
Secondo quanto scritto nel capitolo LIX del secondo libro della Storia naturale di Plinio il Vecchio, Anassagora di Clazomene avrebbe descritto la caduta di una grande pietra dal cielo nei pressi dell'Egospotami avvenuta durante il secondo anno della 78ª Olimpiade (467 a.C.): si trattò in effetti della caduta di una grande meteorite oggi scomparsa.
Alla foce dell'Egospotami si svolse nell'agosto 405 a.C. la Battaglia di Egospotami durante la quale Lisandro distrusse la flotta ateniense, determinando così la fine della guerra del Peloponneso.